# Ellen Mattsson

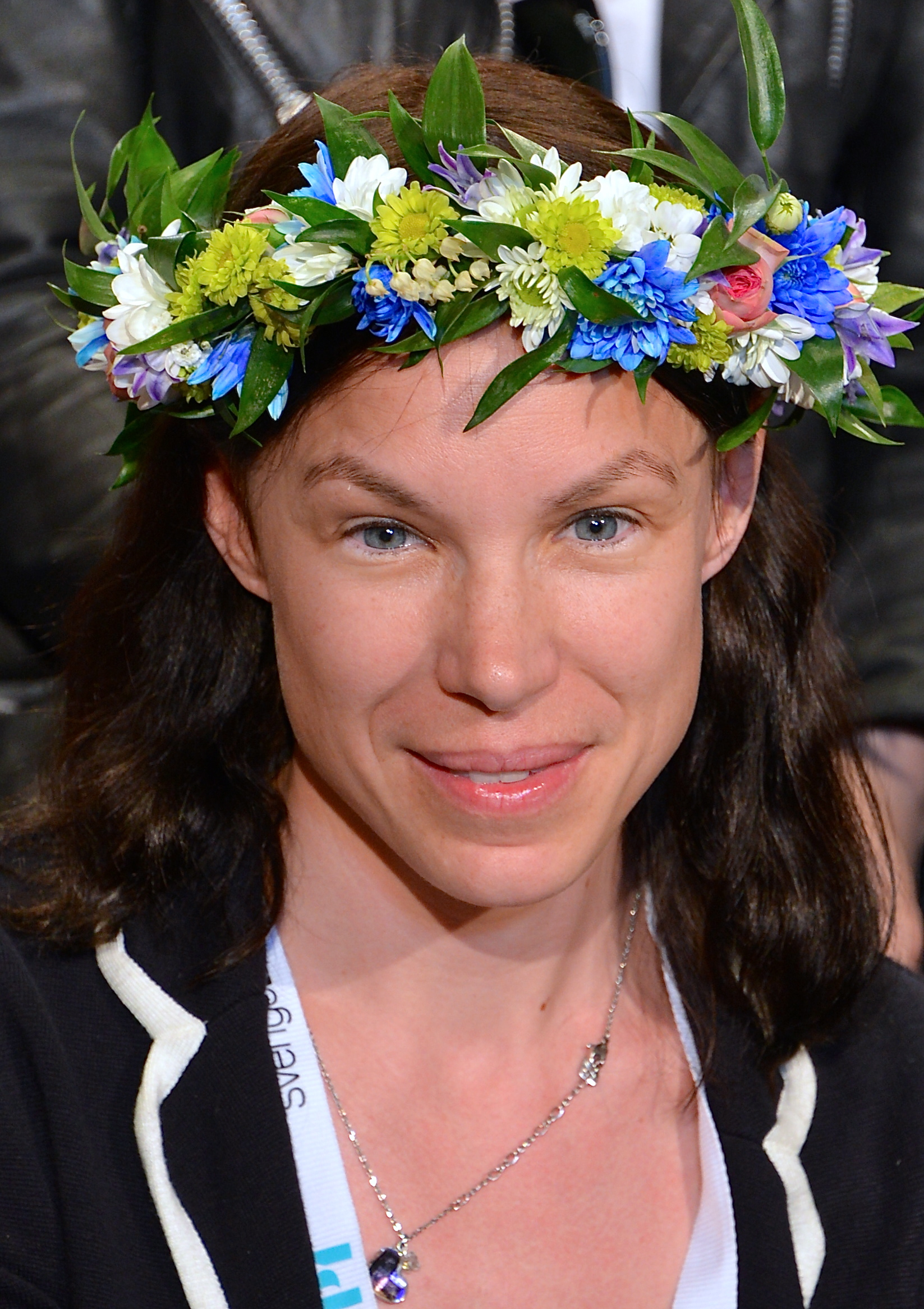
Ellen Mattsson (2013)

Ellen Marianne Mattsson Jelinek (* 5. Dezember 1973 in Sollentuna, Stockholms län) ist eine schwedische Schauspielerin.

## Karriere
Mattsson studierte von 2000 bis 2004 Schauspiel an der Nationalen Schwedischen Akademie für Pantomime und Schauspiel. Nach vier gescheiterten Aufnahmeprüfungen wurde sie beim fünften Versuch zugelassen und plante einige Zeit, Rechtswissenschaften zu studieren. Sie war am Västmanlands-Theater, bei Göta Lejon sowie am Dramaten aktiv. Ihr Filmdebüt gab sie 2005 in Kjell-Åke Anderssons Wallander: Innan frosten. Der Durchbruch gelang ihr 2007 in dem Film En uppstoppad hund. Im Sommer 2013 war Ellen Mattsson Rednerin im schwedischen Radio P1, in dem sie über ihre Zeit als Studentin an der Theaterakademie sprach, wo sie nach eigenen Angaben von Mitschülern und dem Leiter der Akademie gemobbt wurde. Sie ist mit dem Schauspieler Robert Jelinek verheiratet.

## Filmografie (Auszug)
- Box 21 (2023)
- Cockpit (2012)
- Perrongen (2009)
- Maria Wern – Främmande fågel (2008)
- Vi hade i alla fall tur med vädret – igen (2008)
- Den nya människan (2007)
- Underbar och älskad av alla (2007)
- En uppstoppad hund (2006)
- Detektivbüro LasseMaja (LasseMajas detektivbyrå, Fernsehserie, 2006)
- AK3 (2006)
- 2010 (2006)
- Wallander – Innan frosten (2005)
- Harrys döttrar (2005)
- Lovisa och Carl Michael (2005)